# Gillian Gilbert
Gillian Gilbert (Whalley Range, Mánchester, 27 de enero de 1961) es el teclado, guitarra y voz de la banda británica New Order desde 1980 hasta la actualidad. El lugar que ocupó en los 80s en una banda masculina sentó precedente para futuras generaciones de artistas femeninas deseosas de ganar más notoriedad en el ambiente.

## Primeros Años
Su padre Leslie, su madre Florence y sus tres hijas Gillian, Julie y Kim se mudaron de su ciudad natal hacia Macclesfield en 1964. Las hermanas Gilbert fueron educadas en la Broken Cross Primary. Las buenas calificaciones de Gillian la ingresaron en Tytherington Secondary Modern School donde sus inclinaciones artísticas la condujeron a Macclesfield High School for Girls para luego continuar sus estudios en Stockport College. Mientras estudiaba trabajaba en Halle Models’ y vendía ropa de niños en el puesto del mercado de su familia en Wythenshawe los fines de semana. 
Hacia el final de los 70s, una presentación en vivo de Siouxsie And The Banshees en la televisión británica supuso un antes y un después en su vida. Admiraba distintas bandas punk, en especial las integradas por mujeres. Su tío le enseñó a tocar la guitarra y más tarde formó su propia banda con dos chicas más, The Inadequates, quienes ensayaban junto a Joy Division cuando ellos estaban también dando sus primeros pasos. Gillian y su banda los convencieron de que las lleven en su auto a cambio de comprar uno de sus singles, el cual escucharon en un viejo tocadiscos y consideraron horrible. Por entonces, Gillian y Stephen Morris, el baterista de Joy Division, comenzaron un noviazgo. 

## New Order
Cuando el vocalista de Joy Division, Ian Curtis, se suicida en mayo de 1980, los tres miembros restantes decidieron continuar adelante cambiándose el nombre a New Order. Peter Hook, Stephen Morris y Bernard Sumner hicieron pruebas como nuevos vocalistas. Sumner parecía el más apto pero no podía tocar y cantar por lo que a su mánager Rob Gretton se le ocurrió sumar alguien a la banda. Gillian ya estaba familiarizada con ellos y sabía tocar la guitarra y el teclado por lo que le pareció la mejor opción. Tras consultar con sus padres, ella tenía 19 años entonces, y con el resto de los integrantes de New Order, Gilbert hizo su introducción a la banda. Se acordó que recibiría el mismo salario que sus compañeros y su primera aparición en vivo fue en The Squat, Mánchester, en octubre de 1980. 
El dominio tanto de la guitarra como del teclado de Gilbert evolucionaron exponencialmente con el tiempo, llegando a hacer importantes contribuciones en las canciones más icónicas de la banda. Bernard Sumner se ocupó de guiarla en sus primeros años. También se involucró en la programación y secuenciación por computadora y la utilización de sampleos, tecnología nueva en aquella época. Puso su voz en algunas canciones como “Doubts Even Here", "Procession", el single de 1983 "Confusion" y "Avalanche" del álbum "Republic".

## The Other Two
Hacia fines de los 80s los miembros de New Order, cansados de extensas giras y largas jornadas de grabación y llevados por los mismos rozamientos entre ellos y el inminente colapso de la discográfica Factory Records decidieron explorar otros proyectos dejando de grabar entre 1988 y 1993. Por su parte Gilbert y Morris formaron su propio grupo, The Other Two, que editó 2 álbumes, “The Other Two And You” (1993) y “Super Highways” (1999) con un primer sencillo en 1991, “Tasty Fish”, que alcanzó el top 40 de las listas británicas. Además se involucraron en varios proyectos de composición y producción de cortinas musicales para programas de televisión desde su propio estudio en su casa en Rainow.

## Vida personal
Gilbert y Morris, que llevaban saliendo desde finales de los 70s, se comprometieron en 1993 y se casaron al siguiente año. Tuvieron 2 hijas, Matilda y Grace. Gilbert dejó de hacer giras con New Order en 1998 para dedicarse a su familia en especial cuando su hija menor Grace mostró síntomas de una rara enfermedad neurológica. Morris se ofreció a cuidarlas pero Gilbert desistió alegando que sería más fácil reemplazarla a ella que a su marido. Participó en las grabaciones del álbum de 2001 “Get Ready” después del cual Phil Cunningham tomó su lugar en la banda. En varias entrevistas admitió temerle a ser completamente reemplazada cuando su marido y el resto del grupo continuaron sin ella. En 2007 fue diagnosticada con cáncer de mama para el cual recibió tratamiento y ahora se encuentra completamente recuperada. La salud de su hija Grace también evolucionó favorablemente. Su hija mayor Matilda decidió seguir sus pasos; toca el teclado y tiene una banda que se presentó junto a New Order en algunos festivales europeos.

## Regreso a New Order y Actualidad
Tras 10 años ausente en el grupo, volvió a incorporarse a New Order en 2011. El bajista Peter Hook había dejado la banda tras una tensa salida en 2007. Tom Chapman fue traído en su lugar y Phil Cunningham continuó como miembro, concluyendo en un quinteto. En 2015 se editó el álbum “Music Complete”, el primero en el que participa activamente desde "Get Ready", en medio de una batalla legal y personal con Hook. A la fecha es miembro activa de la banda, grabando nueva música y participando en tours por Europa, América y Asia.